# Freie Presse

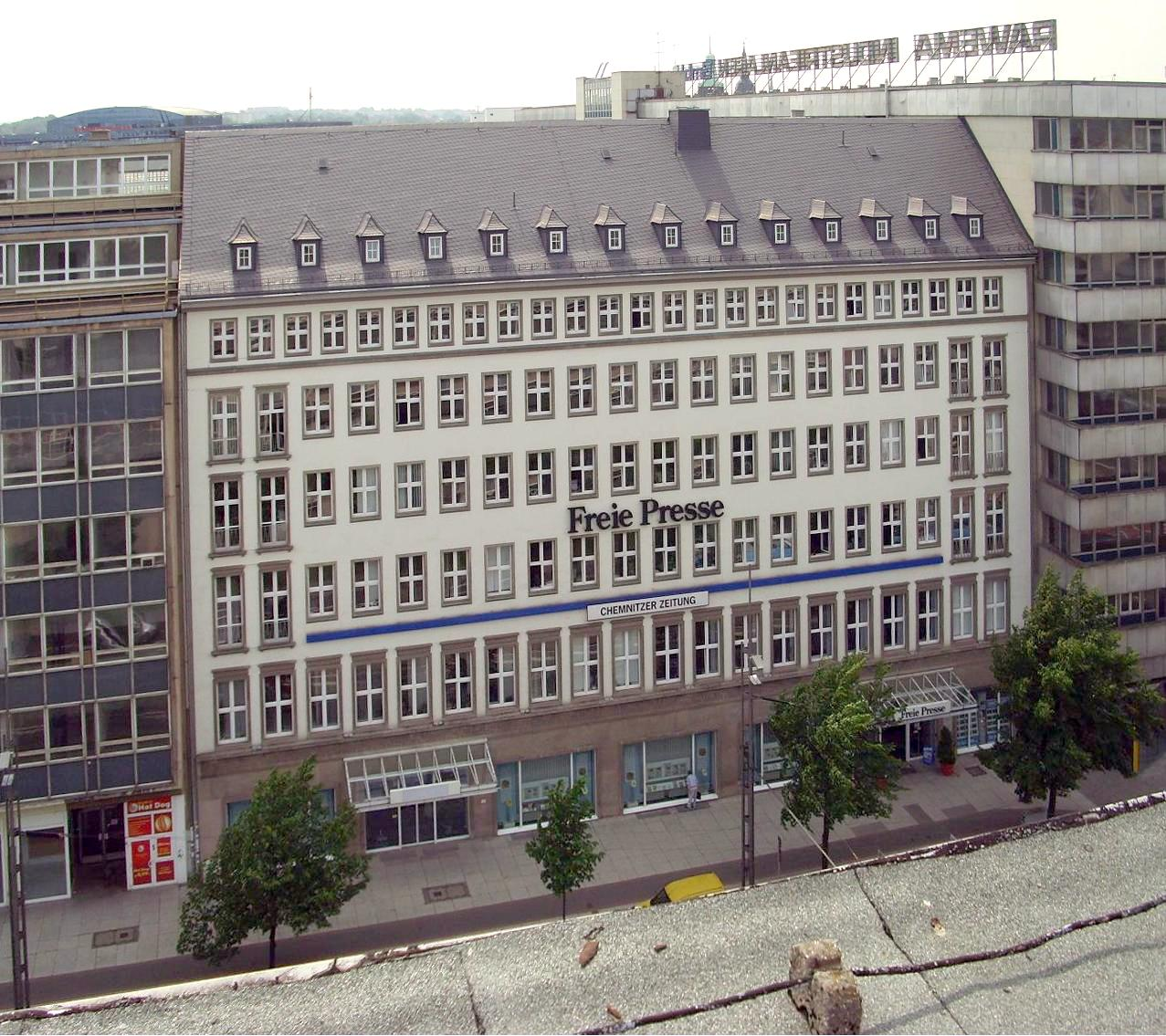
Freie Presses förlagsbyggnad på Brückenstrasse i Chemnitz.

Freie Presse är en tysk regional dagstidning för sydvästra Sachsen och är Sachsens största abonnemangsdagstidning. Tidningen har sexdagarsutgivning, måndag–lördag, och hade en såld tryckt upplaga på 236 948 exemplar 2:a kvartalet 2016, med omkring 747 000 dagliga läsare. Chefredaktör är sedan 2009 Torsten Kleditzsch.

## Utgivningsområde
Tidningens huvudsakliga utgivningsområde är det område som tidigare utgjorde Direktionsbezirk Chemnitz i sydvästra Sachsen, med lokalutgåvor i Annaberg, Aue, Auerbach, Chemnitz, Flöha, Freiberg, Glauchau, Hohenstein-Ernstthal, Marienberg, Mittweida, Oberes Vogtland, Plauen, Reichenbach, Rochlitz, Schwarzenberg, Stollberg (Erzgebirge), Werdau, Zschopau och Zwickau.

## Historia
Freie Presse var före Tysklands återförening den största regionala dagstidningen i Östtyskland, med en upplaga på 663 700 exemplar vid återföreningen, och bildades 1963 genom sammanslagning av Volksstimme i Chemnitz (dåvarande Karl-Marx-Stadt, ej att förväxla med Volksstimme i Magdeburg) med Freie Presse i Zwickau. Tidningen var partiorgan för kommunistpartiet SED i Bezirk Karl-Marx-Stadt. 
Till skillnad från många andra tidningar i det tidigare Östtyskland kom tidningen inte att privatiseras genom öppen försäljning via Treuhandanstalt utan såldes utan offentlig upphandling till Medien-Union, tidningen Die Rheinpfalz ägarbolag. Enligt uppgifter i Der Spiegel ska tidningen ha sålts till förläggaren Dieter Schaub genom direkta påtryckningar från Helmut Kohl.
I likhet med många andra tryckta dagstidningar har upplagan sjunkit stadigt under senare år, med en minskning på 45,5 procent mellan 1998 och 2016.